# Ковальський Павло Олегович
Павло Олегович Ковальський (1992—2022) — солдат Збройних Сил України, учасник російсько-української війни, який загинув під час російського вторгнення в Україну.

## Життєпис
Народився 5 червня 1992 року в с. Петрівка (нині — Хейлове) Монастирищенського району Черкаської області. Закінчив Бачкуринську загальноосвітню школу. Потім проходив строкову службу у Збройних силах України. Мешкав у с. Бачкурине на Черкащині.
Під час російського вторгнення в Україну в 2022 році був телефоністом — лінійним наглядачем взводу зв'язку 25-ї окремої повітрянодесантної Січеславської бригади.
Загинув 27 вересня 2022 року під час виконання бойового завдання на Донеччині. Похований у рідному селі.

## Нагороди
- орден «За мужність» III ступеня (1.02.2023) (посмертно) — за особисту мужність і самовіддані дії, виявлені у захисті державного суверенітету та територіальної цілісності України, вірність військовій присязі.[3]